# Такэясу, Саваки
Саваки Такэясу — японский руководитель, художник и продюсер. В настоящее время Такэясу возглавляет свою собственную студию разработки Crim, ранее он работал в Capcom и их дочерней компании Clover Studio, прежде чем стать художником-фрилансером после роспуска Clover в 2007 году.

## Работы
| Год  | Название                               | Роль                                                |
| ---- | -------------------------------------- | --------------------------------------------------- |
| 2001 | Devil May Cry                          | Компьютерная графика персонажа, дизайнер персонажей |
| 2002 | Steel Battalion                        | Конструктор мехов                                   |
| 2004 | Steel Battalion: Line of Contact       | Конструктор мехов                                   |
| 2006 | Ōkami                                  | Дизайнер персонажей и монстров                      |
| 2008 | Fatal Frame: Mask of the Lunar Eclipse | Дизайнер персонажей                                 |
| 2009 | Infinite Space                         | Дизайнер персонажей                                 |
| 2011 | El Shaddai: Ascension of the Metatron  | Режиссер, дизайнер персонажей                       |
| 2012 | El Shaddai Social Battle               | Дизайнер персонажей                                 |
| 2017 | Gravity Rush 2                         | Дизайнер монстров                                   |
| 2017 | God Wars: Future Past                  | Дизайнер монстров                                   |
| 2017 | The Lost Child                         | Продюсер, дизайнер персонажей и монстров            |